# Bloco Pretinhos do Mangue
O Bloco Pretinhos do Mangue é um tradicional bloco carnavalesco ecológico em Curuçá, munícipio ao Nordeste do estado do Pará. O bloco é reconhecido como patrimônio cultural do Pará desde 2010 e tem como objetivo celebrar as festas em prol do meio ambiente. O bloco é famoso pelas fantasias feitas com a utilização da lama encontrada nos mangues, que constituem 66% do território do munícipio.

## Origem
É relatado que o primeiro banho de lama ocorreu no carnaval de 1989, quando dois foliões decidiram ir ao manguezal para coletar caranguejos e acabaram não encontrando-os, então, como forma de protesto, resolveram foliar lambuzados com lama e galhos do mangue.